# Гей (Джорджія)
Гей (англ. Gay) — місто (англ. town) в США, в окрузі Мерівезер штату Джорджія. Населення — 110 осіб (2020).

## Географія
Гей розташований за координатами 33°5′23″ пн. ш. 84°34′31″ зх. д. / 33.08972° пн. ш. 84.57528° зх. д. (33.089692, -84.575203).  За даними Бюро перепису населення США в 2010 році місто мало площу 2,24 км², з яких 2,23 км² — суходіл та 0,00 км² — водойми.

## Демографія
Згідно з переписом 2010 року, у місті мешкало 89 осіб у 41 домогосподарстві у складі 26 родин. Густота населення становила 40 осіб/км².  Було 47 помешкань (21/км²).
Расовий склад населення:
| - 80,9 % — білих - 16,9 % — чорних або афроамериканців - 2,2 % — осіб інших рас |

До двох чи більше рас належало 0,0 %. Частка іспаномовних становила 2,2 % від усіх жителів.
За віковим діапазоном населення розподілялося таким чином: 19,1 % — особи молодші 18 років, 65,2 % — особи у віці 18—64 років, 15,7 % — особи у віці 65 років та старші. Медіана віку мешканця становила 43,8 року. На 100 осіб жіночої статі у місті припадало 89,4 чоловіків;  на 100 жінок у віці від 18 років та старших — 80,0 чоловіків також старших 18 років.
Середній дохід на одне домашнє господарство  становив 58 588 доларів США (медіана — 49 167), а середній дохід на одну сім'ю — 81 486 доларів (медіана — 58 750). За межею бідності перебувало 5,0 % осіб, у тому числі 0,0 % дітей у віці до 18 років та 38,5 % осіб у віці 65 років та старших.
Цивільне працевлаштоване населення становило 50 осіб. Основні галузі зайнятості: роздрібна торгівля — 18,0 %, виробництво — 14,0 %, транспорт — 10,0 %, публічна адміністрація — 8,0 %.